# Carlo Ceresoli
Carlo Ceresoli (14. juni 1910 - 22. juli 1995) var en italiensk fodboldspiller (målmand).
Ceresoli blev verdensmester med Italiens landshold ved EM 1938 i Frankrig, omend han ikke var på banen i nogen af italienernes fire kampe i turneringen. Han nåede i alt at spille 8 landskampe. På klubplan tilbragte han hele karrieren i hjemlandet, hvor han repræsenterede henholdsvis Atalanta, Genoa, Bologna, Juventus og Ambrosiana-Inter.